# Gabriele Tarquini
Gabriele Tarquini (Giulianova, 1962. március 2. –) olasz autóversenyző.
2018. november 18-án 56 évesen 262 naposan nyerte meg a túraautó-világkupát. Ezzel a valaha volt legidősebb autóversenyző lett, aki az FIA sorozatain bajnoki címet nyert. Ezzel saját korábbi rekordját döntötte meg, amit 2009. november 22-én, 47 évesen 266 naposan szerzett.

## Pályafutása

### A kezdetek
1985 és 1987 között a nemzetközi Formula–3000-es sorozatban versenyzett. A három szezon alatt több dobogós helyezést is elért, futamgyőzelmet azonban egyszer sem szerzett. Legjobb összetett eredményét az 1985-ös szezonban érte el, amikor hatodikként zárt a pontversenyben.

### Formula–1
Az 1987-es San Marinó-i nagydíjon, az Osella-istállónál debütált a Formula–1-es világbajnokságon. A futamon nem ért célba, és a szezonban már nem állt rajthoz több versenyen.
1988-ban a Coloni csapatával a szezon összes futamán részt vett. A tizenhat versenyből mindössze nyolc alkalommal tudta teljesíteni a futamon való induláshoz szükséges időlimitet.
Az 1989-es szezonra az AGS-istállóhoz került, miután az alakulat versenyzője, Philippe Streiff megsérült a szezonnyitó brazil nagydíjon. Gabriele közel három évig volt a csapat pilótája, ez idő alatt a futamok nagy részére nem tudta kvalifikálni magát. Később megfordult a Fondmetal, valamint a Tyrrell csapatoknál is.

### Túraautózás

#### WTCC

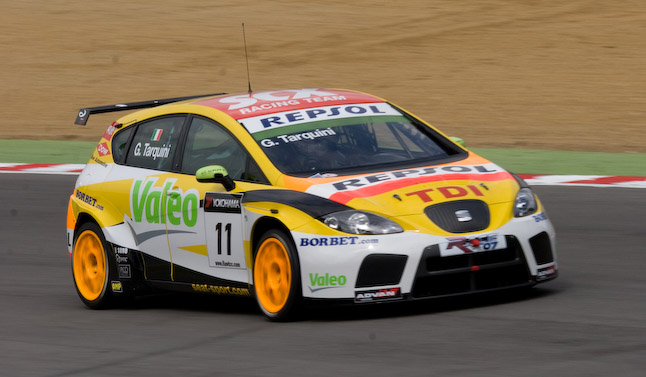
2008-ban a túraautó-világbajnokság brit versenyén

1994-ben, első olaszként megnyerte a brit túraautó-bajnokságot. Később az európai bajnokságban versenyzett, ahol 2003-ban bajnoki címet szerzett.
2005 óta állandó résztvevője volt a túraautó-világbajnokság futamainak. 2005-ben az Alfa Romeo versenyzője volt.
2005 novemberében bejelentették, hogy a SEAT Sport-hoz igazolt 2006-ra. Egy győzelemmel 5. lett összetettben. Egy évvel később hasonló teljesítménnyel lett 8. 2008-ban Yvan Muller-rel vívott a bajnoki cím elhódításáért, amelyet aztán elvesztett és 2. lett a ponttáblán. 2009-ben az év legutolsó futamán, Makaó utcáin egy győzelemmel bebiztosította elsőségét, mellyel mellyel az autósport valaha volt legidősebb bajnokává vált.
2010-re a SEAT kiszállt gyárilag a szériából, viszont technikai és finanszírozási segítséget nyújtott a privát SR-Sport alakulatának, ahova Tarquini is szerződött. Ötször állt fel a pódium legfelső fokára és ismét csak Muller múlta felül összetettben. Ebből négyszer őt intette le a kockás zászló elsőnek, valamint Belgiumban Jordi Gené kizárása után kapta meg az aranyat. A japán második versenyen balesetezett és nem maradt esélye a végső sikerre. 
2011-ben a Lukoil-SUNRED alkalmazásába került Aleksei Dudukalo társaként. Az évet a SEAT 2.0 TDI motorral kezdte, de Brnotól a fejlesztett SUNRED SR León 1.6T-t használta. A végelszámolásban 5. lett legjobb SEAT-os ként. A Top3-at a nagy fölényben lévő Chevrolet-pilóták és a negyediket egy BMW-s, Tom Coronel foglalta el.
2012 januárjában megerősítésre került, hogy továbbra is a Lukoil Racing SEAT-ját veheti birtokba. A nyitányon, Monzában pole-t ért el, de csak a 3. helyen futott be a futamon Yvan Muller és Robert Huff mögött, míg a másodikon kiesett. Portugáliában, az Algarve aszfaltcsíkon ismét az első rajtkockából indulhatott, míg a második futamon Huffal összeérve visszaesett a 19. pozícióba. Végül 4. lett 252 ponttal.
2012 júliusában vált hivatalossá, hogy a JAS Motorsporttal és gyári Hondával állapodott meg 2013-ra. Olaszországban ötödikként kvalifikálta magát, azonban hátrasorolták, mivel incidensbe került a német Réne Münichhel. 2013. április 7-én ő szerezte meg a Honda első WTCC pole-pozícióját. Második lett az első, kiesett a második GP-n, miután összeütközött Alex MacDowall-al.
2016-ra a Lada gyári istállójához ment át és két győzelmet is szerzett a nem olyan versenyképes konstrukcióval.
2017-et a Hyundai új TCR szabályrendszerre készített i30N fejlesztésével töltötte és a TCR nemzetközi sorozatban állt rajthoz szabad kártyásként a BRC Racing Team versenygépével, amely az ideiglenes homologizáció miatt nem volt jogosult pontszerzésre. Emellett egy versenyhétvégére, Kínára visszatért a túraautó-világbajnokságba, ahol a súlyos balesetet szenvedő Tiago Monteirót helyettesítette. A japán márka szabálytalan motorjai miatt utólag az összes Hondás autót kizárták a teljes fordulóból.

#### WTCR
A WTCC és a TCR sorozat egyesüléséből létrejövő és a TC1-es korszakot lezáró, valamint az TCR új éra megnyitásában, 2018-ban a túraautó-világkupában (WTCR) indult a BRC-vel, a magyar Michelisz Norbert csapattársaként. A Guia Circuit-en tizediknek rangsorolták, amivel az új bajnokság első győztese és 56 évesen az FIA által felügyelt sorozatok legidősebb bajnoka lett.
2005-ben a Motorsport Magazine által végzett közvélemény kutatásban minden idők 11. legjobb túraautó-versenyzőjének választották.  2021. november 5-én, 59 évesen, több mint négy évtizedes pályafutás után bejelentette visszavonulását. Összesen egyszeres brit, egyszeres európai, egyszeres világ- és egyszeres világkupa győztesnek/bajnoknak vallhatja magát.

## Eredményei

### Le Mans-i 24 órás autóverseny
| Év   | Csapat          | Autó        | Csapattárs     | Csapattárs     | Helyezés |
| ---- | --------------- | ----------- | -------------- | -------------- | -------- |
| 1985 | Brun Motorsport | Porsche 956 | Massimo Sigala | Oscar Larrauri | Kiesett  |

### Teljes Nemzetközi Formula–3000-es eredménylistája
(Táblázat értelmezése)

(Félkövér: pole-pozícióból indult; dőlt: leggyorsabb kört futott) 

| Év   | Csapat          | 1      | 2      | 3      | 4      | 5      | 6      | 7      | 8      | 9      | 10     | 11     | Helyezés | Pont |
| ---- | --------------- | ------ | ------ | ------ | ------ | ------ | ------ | ------ | ------ | ------ | ------ | ------ | -------- | ---- |
| 1985 | San Remo Racing | SIL 5  | THR 5  | EST 3  | VAL Ki | PAU Ni | SPA 4  | DIJ 13 | PER 4  | ZEL 13 | ZAN Ki | DON Ki | 6.       | 14   |
| 1986 | Coloni Racing   | SIL    | VAL 13 | PAU Ki | SPA 8  | IMO 4  | MUG Ki | PER Ki | ZEL 3  | BIR 13 | BUG Ki | JAR 13 | 10.      | 7    |
| 1987 | First Racing    | SIL 10 | VAL Ki | SPA 12 | PAU 11 | DON 19 | PER 3  | BRH 17 | BIR 14 | IMO 2  | BUG 5  | JAR Ki | 8.       | 12   |

### Teljes Formula–1-es eredménysorozata
(Táblázat értelmezése)

(Félkövér: pole-pozícióból indult; dőlt: leggyorsabb kört futott) 

| Év   | Csapat                               | Modell         | Motor             | 1      | 2      | 3      | 4      | 5      | 6      | 7      | 8      | 9      | 10     | 11     | 12     | 13     | 14     | 15     | 16     | 17  | Helyezés | Pont |
| ---- | ------------------------------------ | -------------- | ----------------- | ------ | ------ | ------ | ------ | ------ | ------ | ------ | ------ | ------ | ------ | ------ | ------ | ------ | ------ | ------ | ------ | --- | -------- | ---- |
| 1987 | Osella Squadra Corse                 | Osella FA1G    | Alfa Romeo V8 t/c | BRA    | SMR Ki | BEL    | MON    | DET    | FRA    | GBR    | GER    | HUN    | AUT    | ITA    | POR    | ESP    | MEX    | JPN    | AUS    |     | —        | 0    |
| 1988 | Coloni SpA                           | Coloni FC188   | Cosworth V8       | BRA Ki | SMR Ki | MON Ki | MEX 14 | CAN 8  | DET Nk | FRA Nk | GBR Nk | GER Nk | HUN 13 | BEL -  |        |        |        |        |        |     | —        | 0    |
| 1988 | Coloni SpA                           | Coloni FC188B  | Cosworth V8       |        |        |        |        |        |        |        |        |        |        |        | ITA Nk | POR 11 | ESP Nk | JPN Nk | AUS Nk |     | —        | 0    |
| 1989 | Automobiles Gonfaronnaises Sportives | AGS JH23B      | Cosworth V8       | BRA    | SMR 8  | MON Ki | MEX 6  | USA 7  | CAN Ki | FRA Ki |        | GER Nk |        |        |        |        |        |        |        |     | 26.      | 1    |
| 1989 | Automobiles Gonfaronnaises Sportives | AGS JH24       | Cosworth V8       |        |        |        |        |        |        |        | GBR Nk |        | HUN Nk | BEL Nk | ITA Nk | POR Nk | ESP Nk | JPN Nk | AUS Nk |     | 26.      | 1    |
| 1990 | Automobiles Gonfaronnaises Sportives | AGS JH24       | Cosworth V8       | USA Nk | BRA Nk |        |        |        |        |        |        |        |        |        |        |        |        |        |        |     | —        | 0    |
| 1990 | Automobiles Gonfaronnaises Sportives | AGS JH25       | Cosworth V8       |        |        | SMR Nk | MON Nk | CAN Nk | MEX Nk | FRA Nk | GBR Ki | GER Nk | HUN 13 | BEL Nk | ITA Nk | POR Nk | ESP Ki | JPN Nk | AUS Ki |     | —        | 0    |
| 1991 | Automobiles Gonfaronnaises Sportives | AGS JH25       | Cosworth V8       | USA 8  | BRA Ki | SMR Nk | MON Ki | CAN Nk | MEX Nk |        |        |        |        |        |        |        |        |        |        |     | —        | 0    |
| 1991 | Automobiles Gonfaronnaises Sportives | AGS JH25B      | Cosworth V8       |        |        |        |        |        |        | FRA Nk | GBR Nk | GER Nk | HUN Nk | BEL Nk |        |        |        |        |        |     | —        | 0    |
| 1991 | Automobiles Gonfaronnaises Sportives | AGS JH27       | Cosworth V8       |        |        |        |        |        |        |        |        |        |        |        | ITA Nk | POR Nk |        |        |        |     | —        | 0    |
| 1991 | Fondmetal F1 SpA                     | Fomet F1       | Cosworth V8       |        |        |        |        |        |        |        |        |        |        |        |        |        | ESP 12 | JPN 11 | AUS Nk |     | —        | 0    |
| 1992 | Fondmetal F1 SpA                     | Fondmetal GR01 | Ford V8           | RSA Ki | MEX Ki | BRA Ki | ESP Ki | SMR Ki | MON Ki |        |        |        |        |        |        |        |        |        |        |     | —        | 0    |
| 1992 | Fondmetal F1 SpA                     | Fondmetal GR02 | Ford V8           |        |        |        |        |        |        | CAN Ki | FRA Ki | GBR 14 | GER Ki | HUN Ki | BEL Ki | ITA Ki | POR    | JPN    | AUS    |     | —        | 0    |
| 1995 | Nokia Tyrrell Yamaha                 | Tyrrell 023    | Yamaha V10        | BRA    | ARG    | SMR    | ESP    | MON    | CAN    | FRA    | GBR    | GER    | HUN    | BEL    | ITA    | POR    | EUR 14 | PAC    | JPN    | AUS | —        | 0    |

### Teljes WTCC-s eredménysorozata
| Év   | Csapat                  | Autó                | 1   | 1   | 2   | 2   | 3   | 3   | 4   | 4   | 5   | 5   | 6   | 6   | 7   | 7   | 8   | 8   | 9    | 9   | 10  | 10  | 11  | 11  | 12  | 12  | Helyezés | Pont |
| 2005 | Alfa Romeo Racing       | Alfa Romeo 156      | ITA | ITA | FRA | FRA | GBR | GBR | IMO | IMO | MEX | MEX | BEL | BEL | GER | GER | TUR | TUR | ESP  | ESP | MAC | MAC |     |     |     |     | 7.       | 55   |
| ---- | ----------------------- | ------------------- | --- | --- | --- | --- | --- | --- | --- | --- | --- | --- | --- | --- | --- | --- | --- | --- | ---- | --- | --- | --- | --- | --- | --- | --- | -------- | ---- |
| 2005 | Alfa Romeo Racing       | Alfa Romeo 156      | 2   | Ki  | 4   | 8   | 1   | 3   | 15  | 10  | 2   | Ki  | 4   | 17† | 13  | 14  | 7   | 1   | 16   | 23† | Ni  | Ni  |     |     |     |     | 7.       | 55   |
| 2006 | SEAT Sport Italia       | SEAT León           | ITA | ITA | FRA | FRA | GBR | GBR | GER | GER | BRA | BRA | MEX | MEX | CZE | CZE | TUR | TUR | ESP  | ESP | MAC | MAC |     |     |     |     | 5.       | 57   |
| 2006 | SEAT Sport Italia       | SEAT León           | 5   | 6   | 4   | 5   | 6   | 4   | 4   | 7   | 4   | 5   | 10  | 8   | Ki  | 10  | 3   | 1   | 24†  | Ni  | 11  | Ki  |     |     |     |     | 5.       | 57   |
| 2007 | SEAT Sport              | SEAT León           | BRA | BRA | NED | NED | ESP | ESP | FRA | FRA | CZE | CZE | POR | POR | SWE | SWE | GER | GER | GBR  | GBR | ITA | ITA | MAC | MAC |     |     | 8.       | 62   |
| 2007 | SEAT Sport              | SEAT León           | 4   | 5   | 7   | 1   | Ki  | 24† | 19  | 12  | 7   | 4   | 4   | 7   | 5   | 7   | 2   | 7   | 10   | Ki  |     |     |     |     |     |     | 8.       | 62   |
| 2007 | SEAT Sport              | SEAT León TDI       |     |     |     |     |     |     |     |     |     |     |     |     |     |     |     |     |      |     | 6   | Ki  | 2   | 14  |     |     | 8.       | 62   |
| 2008 | SEAT Sport              | SEAT León TDI       | BRA | BRA | MEX | MEX | ESP | ESP | FRA | FRA | CZE | CZE | POR | POR | GBR | GBR | GER | GER | IMO  | IMO | ITA | ITA | JPN | JPN | MAC | MAC | 2.       | 88   |
| 2008 | SEAT Sport              | SEAT León TDI       | 5   | 1   | 5   | 3   | 2   | 5   | 5   | 4   | 6   | 1   | 13  | 11  | 7   | 5   | 24  | 16  | 5    | Ki  | 2   | 1   | 10  | Ki  | 7   | 12† | 2.       | 88   |
| 2009 | SEAT Sport              | SEAT León TDI       | BRA | BRA | MEX | MEX | MAR | MAR | FRA | FRA | ESP | ESP | CZE | CZE | POR | POR | GBR | GBR | GER  | GER | IMO | IMO | JPN | JPN | MAC | MAC | 1.       | 127  |
| 2009 | SEAT Sport              | SEAT León TDI       | 4   | 1   | 6   | 8   | 2   | 5   | 12  | 6   | 3   | 3   | 3   | 5   | 1   | Ki  | 4   | 3   | 2    | 3   | 1   | 2   | 5   | 7   | 2   | 5   | 1.       | 127  |
| 2010 | SR-Sport                | SEAT León TDI       | BRA | BRA | MAR | MAR | ITA | ITA | BEL | BEL | POR | POR | GBR | GBR | CZE | CZE | GER | GER | ESP  | ESP | JPN | JPN | MAC | MAC |     |     | 2.       | 276  |
| 2010 | SR-Sport                | SEAT León TDI       | 4   | 1   | 1   | 6   | 7   | 20† | 1   | 6   | 3   | 1   | 4   | 3   | 2   | 18† | Ki  | 9   | 1    | 3   | 5   | Ki  | 4   | 2   |     |     | 2.       | 276  |
| 2011 | Lukoil-SUNRED           | SEAT León 2.0 TDI   | BRA | BRA | BEL | BEL | ITA | ITA | HUN | HUN | CZE | CZE | POR | POR | GBR | GBR | GER | GER | ESP  | ESP | JPN | JPN | CHN | CHN | MAC | MAC | 5.       | 204  |
| 2011 | Lukoil-SUNRED           | SEAT León 2.0 TDI   | 7   | 6   | 4   | 1   | Ki  | 10  | 6   | 3   |     |     |     |     |     |     |     |     |      |     |     |     |     |     |     |     | 5.       | 204  |
| 2011 | Lukoil-SUNRED           | SUNRED SR León 1.6T |     |     |     |     |     |     |     |     | Hn  | 6   | 5   | 7   | 5   | 7   | 3   | 3   | 17†  | 4   | 9   | Ki  | Hn  | 2   | 3   | 4   | 5.       | 204  |
| 2012 | Lukoil Racing Team      | SEAT León WTCC      | ITA | ITA | ESP | ESP | MAR | MAR | SVK | SVK | HUN | HUN | AUT | AUT | POR | POR | BRA | BRA | USA  | USA | JPN | JPN | CHN | CHN | MAC | MAC | 4.       | 252  |
| 2012 | Lukoil Racing Team      | SEAT León WTCC      | 31  | Ki  | 2   | 9   | 11  | Ki  | 13  | 3   | Ki4 | 6   | 4   | 16  | 21  | 19† | 45  | 3   | 42   | 3   | 4   | 3   | 5   | 6   | 4   | 20† | 4.       | 252  |
| 2013 | Castrol Honda WTCC Team | Honda Civic WTCC    | ITA | ITA | MAR | MAR | SVK | SVK | HUN | HUN | AUT | AUT | RUS | RUS | POR | POR | ARG | ARG | USA  | USA | JPN | JPN | CHN | CHN | MAC | MAC | 2.       | 242  |
| 2013 | Castrol Honda WTCC Team | Honda Civic WTCC    | 45  | 3   | 21  | Ki  | 1   | 3   | 3   | Ki  | 12  | 8   | 65  | 7   | Ki5 | 20  | 4   | 2   | 6    | 1   | 27† | 4   | 7   | 2   | Ni3 | 8   | 2.       | 242  |
| 2014 | Castrol Honda WTCC Team | Honda Civic WTCC    | MAR | MAR | FRA | FRA | HUN | HUN | SVK | SVK | AUT | AUT | RUS | RUS | BEL | BEL | ARG | ARG | BEI  | BEI | CHN | CHN | JPN | JPN | MAC | MAC | 6.       | 182  |
| 2014 | Castrol Honda WTCC Team | Honda Civic WTCC    | Ni  | Ni  | 32  | 4   | 45  | 8   | 8   | T   | 8   | 2   | 2   | Ki  | 85  | 8   | 8   | 4   | 16†2 | 10  | 6   | Ki  | 6   | 1   | 3   | Ni  | 6.       | 182  |
| 2015 | Honda Racing Team JAS   | Honda Civic WTCC    | ARG | ARG | MAR | MAR | HUN | HUN | GER | GER | RUS | RUS | SVK | SVK | FRA | FRA | POR | POR | JPN  | JPN | CHN | CHN | THA | THA | QAT | QAT | 5.       | 197  |
| 2015 | Honda Racing Team JAS   | Honda Civic WTCC    | 5   | 4   | 7   | 5   | Kiz | 13  | 6   | 4   | 3   | Ki  | 6   | 4   | 8   | 5   | 45  | 3   | 3    | 12  | Ki  | 2   | 5   | 5   | 15  | 7   | 5.       | 197  |
| 2016 | Lada Sport Rosneft      | Lada Vesta WTCC     | FRA | FRA | SVK | SVK | HUN | HUN | MAR | MAR | GER | GER | RUS | RUS | POR | POR | ARG | ARG | JPN  | JPN | CHN | CHN | THA | THA | QAT | QAT | 9.       | 147  |
| 2016 | Lada Sport Rosneft      | Lada Vesta WTCC     | Ki  | Ki  | 4   | 13  | 5   | Ki  | 4   | 3   | 7   | 9   | 1   | 2   | 12  | 13  | 14  | 13  | 10   | 10  | 16† | 5   | T   | T   | 1   | 7   | 9.       | 147  |
| 2017 | Castrol Honda WTCC Team | Honda Civic WTCC    | MAR | MAR | ITA | ITA | HUN | HUN | GER | GER | POR | POR | ARG | ARG | CHN | CHN | JPN | JPN | MAC  | MAC | QAT | QAT |     |     |     |     | HN       | 0    |
| 2017 | Castrol Honda WTCC Team | Honda Civic WTCC    |     |     |     |     |     |     |     |     |     |     |     |     | Kiz | Kiz |     |     |      |     |     |     |     |     |     |     | HN       | 0    |

### Teljes WTCR-es eredménysorozata
| Év   | Csapat                             | Autó                  | 1   | 1   | 1   | 2   | 2   | 2   | 3   | 3   | 3   | 4   | 4   | 4   | 5   | 5   | 5   | 6   | 6   | 6   | 7   | 7   | 7   | 8   | 8   | 8   | 9   | 9   | 9   | 10  | 10  | 10  | Helyezés | Pont |
| ---- | ---------------------------------- | --------------------- | --- | --- | --- | --- | --- | --- | --- | --- | --- | --- | --- | --- | --- | --- | --- | --- | --- | --- | --- | --- | --- | --- | --- | --- | --- | --- | --- | --- | --- | --- | -------- | ---- |
| 2018 | BRC Racing Team                    | Hyundai i30 N TCR     | MAR | MAR | MAR | HUN | HUN | HUN | GER | GER | GER | NED | NED | NED | POR | POR | POR | SVK | SVK | SVK | CHN | CHN | CHN | WUH | WUH | WUH | JPN | JPN | JPN | MAC | MAC | MAC | 1.       | 306  |
| 2018 | BRC Racing Team                    | Hyundai i30 N TCR     | 1   | 19† | 1   | 6   | 4   | 12  | Ki  | Ki  | Ni  | Ki  | 19  | 18  | 4   | 9   | 23  | 31  | 1   | Ki  | 4   | Ki  | 24  | 17  | Hn  | 13  | 8   | 5   | 12  | 4   | Ki  | 10  | 1.       | 306  |
| 2019 | BRC Hyundai N Squadra Corse        | Hyundai i30 N TCR     | MAR | MAR | MAR | HUN | HUN | HUN | SVK | SVK | SVK | NED | NED | NED | GER | GER | GER | POR | POR | POR | CHN | CHN | CHN | JPN | JPN | JPN | MAC | MAC | MAC | MAL | MAL | MAL | 8.       | 222  |
| 2019 | BRC Hyundai N Squadra Corse        | Hyundai i30 N TCR     | 4   | 1   | 5   | 13  | 17  | 14  | 6   | 19  | 9   | 20  | 13  | 9   | Ki  | 23  | 5   | Ki  | Ki  | 15  | Ki  | 2   | 3   | 7   | 3   | 4   | 9   | 11  | Ki  | 3   | 26  | 185 | 8.       | 222  |
|      |                                    |                       | 1   | 1   | 2   | 2   | 3   | 3   | 3   | 4   | 4   | 4   | 5   | 5   | 5   | 6   | 6   | 6   |     |     |     |     |     |     |     |     |     |     |     |     |     |     |          |      |
| 2020 | BRC Hyundai N Lukoil Squadra Corse | Hyundai i30 N TCR     | BEL | BEL | GER | GER | SVK | SVK | SVK | HUN | HUN | HUN | ESP | ESP | ESP | ARA | ARA | ARA |     |     |     |     |     |     |     |     |     |     |     |     |     |     | 14.      | 79   |
| 2020 | BRC Hyundai N Lukoil Squadra Corse | Hyundai i30 N TCR     | 15  | 15  | Vi  | Vi  | 25  | Ki  | Ki  | Hn  | 18  | 7   | 54  | 5   | 3   | 15  | Ki  | 13  |     |     |     |     |     |     |     |     |     |     |     |     |     |     | 14.      | 79   |
|      |                                    |                       | 1   | 1   | 2   | 2   | 3   | 3   | 4   | 4   | 5   | 5   | 6   | 6   | 7   | 7   | 8   | 8   |     |     |     |     |     |     |     |     |     |     |     |     |     |     |          |      |
| 2021 | BRC Hyundai N Lukoil Squadra Corse | Hyundai Elantra N TCR | GER | GER | POR | POR | ESP | ESP | HUN | HUN | CZE | CZE | FRA | FRA | ITA | ITA | RUS | RUS |     |     |     |     |     |     |     |     |     |     |     |     |     |     | 12.      | 114  |
| 2021 | BRC Hyundai N Lukoil Squadra Corse | Hyundai Elantra N TCR | 6   | Ki  | Ki  | 4   | 1   | 6   | 12  | Ki  | 10  | Ki  | 34  | 8   | 9   | 5   | 14  | Ki  |     |     |     |     |     |     |     |     |     |     |     |     |     |     | 12.      | 114  |

† A versenyt nem fejezte be, de helyezését értékelték, mert a versenytáv több, mint 75%-át teljesítette.

### Teljes TCR nemzetközi sorozat eredménylistája
|  |  |  |  |  |  |  |  |  |  |  |  |  |  |  |  | 1 | 6 | 15 | 9 |

‡ Mivel csak ideiglenes volt az autó homologizációja, nem részesült bajnoki pontokban.

## Fordítás
- Ez a szócikk részben vagy egészben  a   Gabriele Tarquini című angol Wikipédia-szócikk fordításán alapul.  Az eredeti cikk szerkesztőit annak laptörténete sorolja fel. Ez a jelzés csupán a megfogalmazás eredetét és a szerzői jogokat jelzi, nem szolgál a cikkben szereplő információk forrásmegjelöléseként.